# Pseudocheilinus ocellatus
Pseudocheilinus ocellatus Randall, 1999 è un pesce d'acqua salata appartenente alla famiglia Labridae.

## Distribuzione e habitat
Vive ad una profondità di 20-58 m ed è strettamente associato alle barriere coralline. Proviene dall'ovest dell'oceano Pacifico.

## Descrizione
Presenta un corpo allungato, leggermente compresso lateralmente e con la testa dal profilo appuntito. La lunghezza massima registrata è di 10,3 cm. Sul peduncolo caudale è presente una macchia nera con il bordo.  La testa è gialla, mentre il corpo è rosa, talvolta con delle sottili strisce bianche verticali.

## Biologia
Non è facile da osservare a causa del suo comportamento schivo e riservato.

## Acquariofilia
Non è particolarmente comune negli acquari.